# Imbirowe
Imbirowe (Zingiberidae Cronquist 1978) – podklasa roślin jednoliściennych wyróżniana w niektórych systemach klasyfikacyjnych np. w systemie Reveala z lat 1993–1999, w systemie Cronquista z 1981. W nowszych ujęciach systematycznych (system APG III z 2009) podklasa nie jest wyróżniana, a klasyfikowane tu rodziny włączane są do rzędu imbirowców (Zingiberales).

## Systematyka
Podział podklasy w systemie Reveala (1994-1999)
- nadrząd: imbiropodobne (Zingiberanae Takht. ex Reveal)
  - rząd: imbirowce (Zingiberales Griseb.)
    - rodzina: paciorecznikowate (Cannaceae Juss.)
    - rodzina: Costaceae Nakai
    - rodzina: helikoniowate (Heliconiaceae (A. Rich.) Nakai)
    - rodzina: Lowiaceae Ridl.
    - rodzina: marantowate (Marantaceae Petersen)
    - rodzina: bananowate (Musaceae Juss.)
    - rodzina: strelicjowate (Strelitziaceae (K. Schum.) Hutch.)
    - rodzina: imbirowate (Zingiberaceae Lindl.)

Podział podklasy w systemie Cronquista 1981
Zaliczane tu były dwa rzędy – imbirowce (Zingiberales) i bromeliowce (Bromeliales).